# Leonel Vielma
Pour les articles homonymes, voir Vielma.
Leonel Vielma est un footballeur vénézuélien né le 30 août 1978 à Mérida. Il évolue au poste de défenseur.

## Palmarès
- Championnat du Venezuela (2007)

## Sélections
- 52 sélections et 3 buts avec l'équipe du Venezuela de football depuis 2000.

## Parcours d'entraîneur
- jan. 2018-déc. 2018 :  Petroleros de Anzoategui FC
- jan. 2019-sep. 2020 :  Titanes FC
- oct. 2020-déc. 2020 :  CD Mineros de Guayana
- jan. 2021-mars 2022 :  Estudiantes de Mérida
- mai 2022-déc. 2022 :  Aragua FC
- depuis mars 2023 :  CD Hermanos Colmenarez